# Pseudohadena
Pseudohadena är ett släkte av fjärilar som beskrevs av Sergei Nikolaevich Alphéraky 1889. Pseudohadena ingår i familjen nattflyn.

## Dottertaxa tillPseudohadena, i alfabetisk ordning[1]
- Pseudohadena albilacustris Ronkay, Varga & Gyulai, 2002
- Pseudohadena arenacea Ronkay, Varga & Fábián, 1995
- Pseudohadena argyllostigma Varga & Ronkay, 1991
- Pseudohadena armata (Alphéraky, 1887)
- Pseudohadena beduina Wiltshire, 1948
- Pseudohadena crassicornis Boursin, 1940
- Pseudohadena cymatodes Boursin, 1954
- Pseudohadena deserticola Ronkay, Varga & Fábián, 1995
- Pseudohadena elinguis Püngeler, 1914
- Pseudohadena evanida Püngeler, 1914
  -  Pseudohadena evanida psammoxantha Ronkay, Varga & Fábián, 1995
- Pseudohadena igorkostyuki Ronkay, Varga & Fábián, 1995
- Pseudohadena jordana Staudinger, 1900
- Pseudohadena leucochlora Ronkay, Varga & Gyulai, 2002
- Pseudohadena magnitudinis Hacker & Ebert, 2002
- Pseudohadena obsoleta Ronkay, Varga & Fábián, 1995
- Pseudohadena phasmidia Ronkay, Varga & Fábián, 1995
- Pseudohadena pseudamoena Boursin, 1943
- Pseudohadena striolata Filipjev, 1949
- Pseudohadena tellieri Lucas, D., 1907
- Pseudohadena vulnerea Grote, 1883

## Bildgalleri

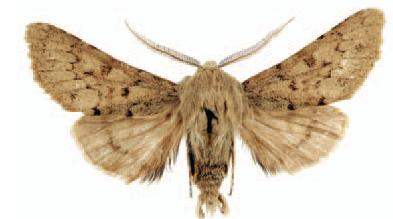
Pseudohadena evanida ssp. psammoxantha
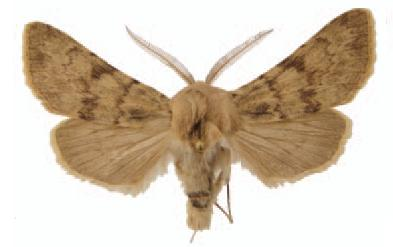
Pseudohadena magnitudinis
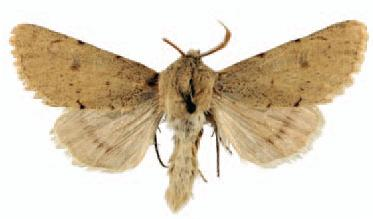
Pseudohadena pseudamoena